# Hong Kong en los Juegos Paralímpicos de Sídney 2000
Hong Kong estuvo representado en los Juegos Paralímpicos de Sídney 2000 por un total de 28 deportistas, 22 hombres y seis mujeres.

## Medallistas
El equipo paralímpico hongkonés obtuvo las siguientes medallas:
| Nombre                                                      | Deporte                    | Evento                         |
| ----------------------------------------------------------- | -------------------------- | ------------------------------ |
| Oro                                                         |                            |                                |
| So Wa Wai                                                   | Atletismo                  | 100 m T36 masculino            |
| So Wa Wai                                                   | Atletismo                  | 200 m T36 masculino            |
| So Wa Wai                                                   | Atletismo                  | 400 m T36 masculino            |
| Fung Ying Ki                                                | Esgrima en silla de ruedas | Florete individual A masculino |
| Fung Ying Ki                                                | Esgrima en silla de ruedas | Sable individual A masculino   |
| Hui Charn Hung                                              | Esgrima en silla de ruedas | Florete individual B masculino |
| Chan Kam Loi Fung Ying Ki Hui Charn Hung Kwong Wai Ip       | Esgrima en silla de ruedas | Florete por equipos masculino  |
| Lai Wai Ling                                                | Tenis de mesa              | Individual 11 femenino         |
| Plata                                                       |                            |                                |
| Tsang Ka Yan                                                | Atletismo                  | Salto de longitud F20 femenino |
| Chung Ting Ching                                            | Esgrima en silla de ruedas | Espada individual B masculino  |
| Chung Ting Ching                                            | Esgrima en silla de ruedas | Florete individual B masculino |
| Bronce                                                      |                            |                                |
| Yu Chun Lai                                                 | Atletismo                  | 100 m T36 femenino             |
| Yu Chun Lai                                                 | Atletismo                  | 200 m T36 femenino             |
| Yu Chun Lai                                                 | Atletismo                  | 400 m T36 femenino             |
| So Wa Wai Chan Shing Chung Chao Kwok Pang Cheung Yiu Cheung | Atletismo                  | 4 × 100 m T38 masculino        |
| So Wa Wai Chan Shing Chung Chao Kwok Pang Cheung Yiu Cheung | Atletismo                  | 4 × 400 m T38 masculino        |
| Chung Ting Ching Kwong Wai Ip Tai Yan Yun                   | Esgrima en silla de ruedas | Espada por equipos masculino   |
| Chan Kam Loi Fung Ying Ki Hui Charn Hung Tai Yan Yun        | Esgrima en silla de ruedas | Sable por equipos masculino    |